# Lønsdal (stacja kolejowa)
Lønsdal – kolejowy przystanek osobowy w Lønsdal, w regionie Nordland w Norwegii, jest oddalony od Trondheim o 602,15 km. Jest położony na wysokości 511,8 m n.p.m. Jest pierwszą stacją norweską za kołem podbiegunowym. Był stacją końcową linii w latach 1947 - 1955.

## Ruch dalekobieżny
Leży na linii Nordlandsbanen. Obsługuje północną i środkową część kraju. Stacja przyjmuje sześć par połączeń dziennie do Mosjøen a trzy jadą dalej do Trondheim.

## Obsługa pasażerów
Poczekalnia, parking, WC. Odprawa podróżnych dokonywana jest w pociągu.